# Okno Sokole Czwarte
Okno Sokole Czwarte – schronisko w Dolinie Bolechowickiej na Wyżynie Olkuskiej (część Wyżyny Krakowsko-Częstochowskiej). Administracyjnie należy do gminy Zabierzów w powiecie krakowskim, w województwie małopolskim. Od 1968 r. skała z jaskinią znajduje się na terenie częściowego rezerwatu przyrody Wąwóz Bolechowicki.

## Opis jaskini
Otwór schroniska znajduje się w Turni z Grotami, 5 m powyżej otworu Okna Sokolego Trzeciego. Ciągnie się za nim korytarzyk o wysokości 1,6 m i szerokości do 2 m, w końcowej części z niewielkim prożkiem, za którym biegnie dalej niedostępna dla człowieka szczelina. Dno korytarzyka jest płaskie.
Jest to schronisko pochodzenia krasowego, powstałe w wapieniach z jury późnej. Jest w całości oświetlone rozproszonym światłem słonecznym i nie posiada własnego mikroklimatu. Na jego ścianach występuje naciek grzybkowy. Namulisko skąpe, złożone z lessu zmieszanego z gruzem wapiennym. Na ścianach w części przyotworowej rozwijają się glony i rośnie paproć zanokcica skalna, w środku występują pajęczaki.
Schronisko znane było od dawna. Jego opis i plan sporządził Kazimierz Kowalski w 1951 roku.
W tej samej Turni z Grotami znajduje się jeszcze kilka innych schronisk: Okno Sokole Pierwsze, Okno Sokole Drugie, Okno Sokole Trzecie i Rura nad Sokolimi Oknami.